# IBM PS/1
IBM PS/1 (PS/1) је професионални рачунар, производ фирме IBM који је почео да се израђује у Сједињеним Америчким Државама током 1990. године.
Користио је Intel 80286 као централни микропроцесор у оригиналном моделу, а RAM меморија рачунара PS/1 је имала капацитет од 512 KB (оригинални модел, највише 1 MB). 
Као оперативни систем кориштен је оригинално PC-DOS 4.01, касније IBM-DOS.

## Детаљни подаци
Детаљнији подаци о рачунару PS/1 су дати у табели испод.
|                       |                                                                                      |
| [ 1 ]                 |                                                                                      |
| Произвођач            |                                                                                      |
| Тип                   | професионални рачунар                                                                |
| Меморија              | оригинални модел: 512 (највише 1 MB)                                                 |
| Поријекло             | Сједињене Америчке Државе                                                            |
| Година                | 1990                                                                                 |
| Тастатура             | тастатура са тастерима пуног помака са нумеричком тастатуром и функцијским тастерима |
| Процесор              | оригинални модел:                                                                    |
| Фреквенција процесора | оригинални модел: 10                                                                 |
| RAM                   | оригинални модел: 512 (највише 1 MB)                                                 |
| ROM                   |                                                                                      |
| Текст                 |                                                                                      |
| Графика               | оригинални модел: VGA                                                                |
| Боја                  |                                                                                      |
| Звук                  | мали звучник                                                                         |
| Димензије             | 540 x 390 x 630 / 50                                                                 |
| Портови               |                                                                                      |
| Оперативни систем     | оригинално 4.01, касније                                                             |